# Angina Ludwiga
Angina Ludwiga, ropowica dna jamy ustnej (łac. angina Ludovici lub phlegmone fundi oris, ang. Ludwig's angina) – zapalenie ropowicze tkanek miękkich dna jamy ustnej o ciężkim przebiegu. Może być ona powikłaniem wielu procesów patologicznych toczących się w jamie ustnej i gardle. Jednostkę chorobową opisał jako pierwszy niemiecki lekarz Wilhelm Frederick von Ludwig w 1836 roku.

## Etiologia
Choroba zwykle dotyczy dzieci, ale może też występować u dorosłych. Wywołują ją bakterie Gram (-), beztlenowce a także bakterie, fizjologicznie występujące jako flora jamy ustnej. Nie wyklucza się też etiologii grzybiczej.

## Przyczyny
- uszkodzenie błony śluzowej jamy ustnej, języka
- jako powikłanie po ekstrakcji zęba
- urazy żuchwy lub dna jamy ustnej
- zakażenie przywierzchołkowe zęba
- próchnica zębów
- ciała obce wbite w mięśnie języka
- stany zapalne ślinianki podjęzykowej i/lub podżuchwowej
- stany zapalne migdałków podniebiennych i migdałka językowego

## Objawy
- zwykle początek jest nagły ze wzrostem temperatury i dreszczami
- bóle głowy
- trudności i bolesność podczas mówienia
- dysfagia
- ślinotok
- odynofagia
- szczękościsk
- narastająca duszność zwykle przy dużym obrzęku tkanek miękkich oraz języka, które zmniejszają przepływ powietrza

W badaniu ORL stwierdza się:
- twardy obrzęk dna jamy ustnej
- skóra okolicy podbródkowej jest napięta, zaczerwieniona i tkliwa
- wypchnięcie języka ku przodowi i ku górze
- postępujące zaburzenia ruchomości języka

## Przebieg
Zakażenie niezmiernie rzadko przybiera postać ograniczoną z wytworzeniem ropnia podbródkowego lub podjęzykowego. Najczęściej jest to rozlana ropowica, przebiegająca zawsze obustronnie. Zapalenie w przebiegu anginy Ludwiga może się szerzyć do przestrzeni przygardłowej i tkanek głębokich szyi otaczających tętnicę szyjną wewnętrzną powodując powstanie tzw. zakażonych tętniaków (aneurysmata mycotica), które mogą pękać z następowym krwotokiem. Proces zapalny może szerzyć się także do innych przestrzeni twarzoczaszki (dawniej zwana trzewioczaszką) oraz do śródpiersia.

## Diagnostyka różnicowa
Obrzęk tkanek miękkich dna jamy ustnej wymaga wykluczenia: promienicy, gruźlicy i nowotworu rozwijającego się w tym obszarze.

## Leczenie
Leczenie ropowicy dna jamy ustnej jest zawsze wskazaniem do hospitalizacji, która obejmuje:
- nacięcie i drenaż zakażonych tkanek od strony podbródka
- antybiotykoterapia dożylna obejmująca penicyliny i metronidazol
- zabezpieczenia dróg oddechowych – angina Ludwiga może wymagać wykonania intubacji i tracheotomii
- żywienie pozajelitowe
- odpowiednie nawodnienie chorego.

## Rokowanie
Przy odpowiednio wczesnym rozpoczęciu intensywnego leczenia, w tym możliwości drenażu – pomyślne. W przypadku szerzenia się ropowicy do tkanek głębokich twarzoczaszki, szyi czy śródpiersia rokowanie jest niepewne.